# Poppodium Annabel
Poppodium Annabel is een uitgaansgelegenheid in Rotterdam die sinds 2015 bestaat. Het poppodium ligt achter het Hofplein, op loopafstand van het Centraal Station. Het biedt in de grote zaal plaats aan 1.200 bezoekers en in de kleine zaal plaats aan 300 bezoekers. Daarnaast is er nog een café met terras.

## Geschiedenis

### Ontstaan
Eigenaren Aziz Yagoub en Marc Zee waren voor de oprichting van Annabel al actief in de Rotterdamse horeca. Met onder meer een restaurant op de Witte de Withstraat en een club in CS-kwartier. Deze laatste horecagelegenheid, genaamd Cultuurpodium Perron, moest in 2014 vanwege de sloop van het pand noodgedwongen sluiten. Op steenworp afstand van de club lag discotheek Hollywood Music Hall, wat ook in 2014 de deuren sloot vanwege faillissement.
In hetzelfde jaar bereikte Aziz Yagoub samen met Marc Zee een overeenkomst en nam het duo het pand waarin Hollywood Music Hall was gevestigd over. Het betreft een deel van een voormalig betonfabriek, een groot complex dat tegenwoordig bekend staat als het Schieblock. In dit pand is ook jarenlang Harbour Jazzclub gevestigd geweest.

### Opening
De naam van het poppodium is afgeleid van het gelijknamige lied Annabel van Hans de Booij uit 1983. In het nummer zit de zin: "We kwamen aan bij een leeg perron." Dit symboliseert voor de eigenaren de sluiting van hun vorige nachtclub. Het poppodium is zonder subsidie gerealiseerd. Na een grote verbouwing opende rapformatie DuvelDuvel de zaak, bij wijze van een eenmalige comeback op 2 november 2015.

## Trivia
- In Poppodium Annabel werd tussen 2015 en 2021 iedere zondagochtend een kerkdienst georganiseerd door Jong en Vrij.[7]
- In 2016 vonden in Annabel verschillende events plaats als randprogrammering voor de MTV Europe Music Awards die dat jaar in Rotterdam Ahoy werd georganiseerd.[8]